# Variante (manga)
Variante (ヴァリアンテ?) è un manga seinen scritto e illustrato da Iqura Sugimoto. Apparso per la prima volta sulla rivista Monthly Dragon Age di Kadokawa Shoten dal 2004 al 2006, Variante è disponibile in Italia dal gennaio 2008, pubblicato da Planet Manga.

## Trama
La quindicenne Aiko Houshou (Aiko Hōshō) vive tranquillamente con la sua famiglia nella città di Musashino. Un giorno però, questo idilliaco quadretto famigliare viene spazzato via da una misteriosa furia omicida. Tutti credono morta anche la giovane, persino lei stessa sembrerebbe averlo creduto, se non che l'indomani si accorge di aver ripreso i sensi in una strana sala. Il suo braccio sinistro è fasciato e orribilmente sfigurato, i suoi ricordi sono perduti… Per la giovane, ormai impossibilitata a vivere nella sua precedente quotidianità, si schiudono le porte di un nuovo mondo, un mondo di orrori, di misteri e di sangue.